# Jean-Louis Leca
Pour les articles homonymes, voir Leca.
Jean-Louis Leca, né le 21 septembre 1985 à Bastia, est un footballeur français, qui évoluait au poste de gardien de but.

## Biographie

### En club

#### SC Bastia
Passé par les équipes de jeunes de l'AS Furiani-Agliani, il rejoint le centre de formation du SC Bastia, le grand club de la région. Après le départ d'Angelo Hugues en 2004, il devient doublure de Nicolas Penneteau et signe son premier match en Ligue 1 à Monaco, à la suite de l'expulsion du titulaire (défaite 5-2). Il dispute également le match suivant contre le RC Lens (victoire 3-1).
Lors de la saison 2005-2006, il dispute les trois derniers matchs à la suite d'un conflit de Nicolas Penneteau avec les dirigeants du club corse. Ce dernier parti à Valenciennes, il dispute les premiers matchs du championnat avant d'être remplacé par Austin Ejide.

#### Valenciennes FC
En juillet 2008, il rejoint le club nordiste du Valenciennes FC. Il joua son premier match en Ligue 1 avec Valenciennes le 15 août 2009 contre l'Olympique lyonnais, après une suspension de Nicolas Penneteau.
En janvier 2012 il se blesse gravement lors d'un match de la réserve valenciennoise contre Wasquehal. Sa rupture d'un ligament doit le tenir éloigné des terrains pour cinq à six mois.

#### SC Bastia

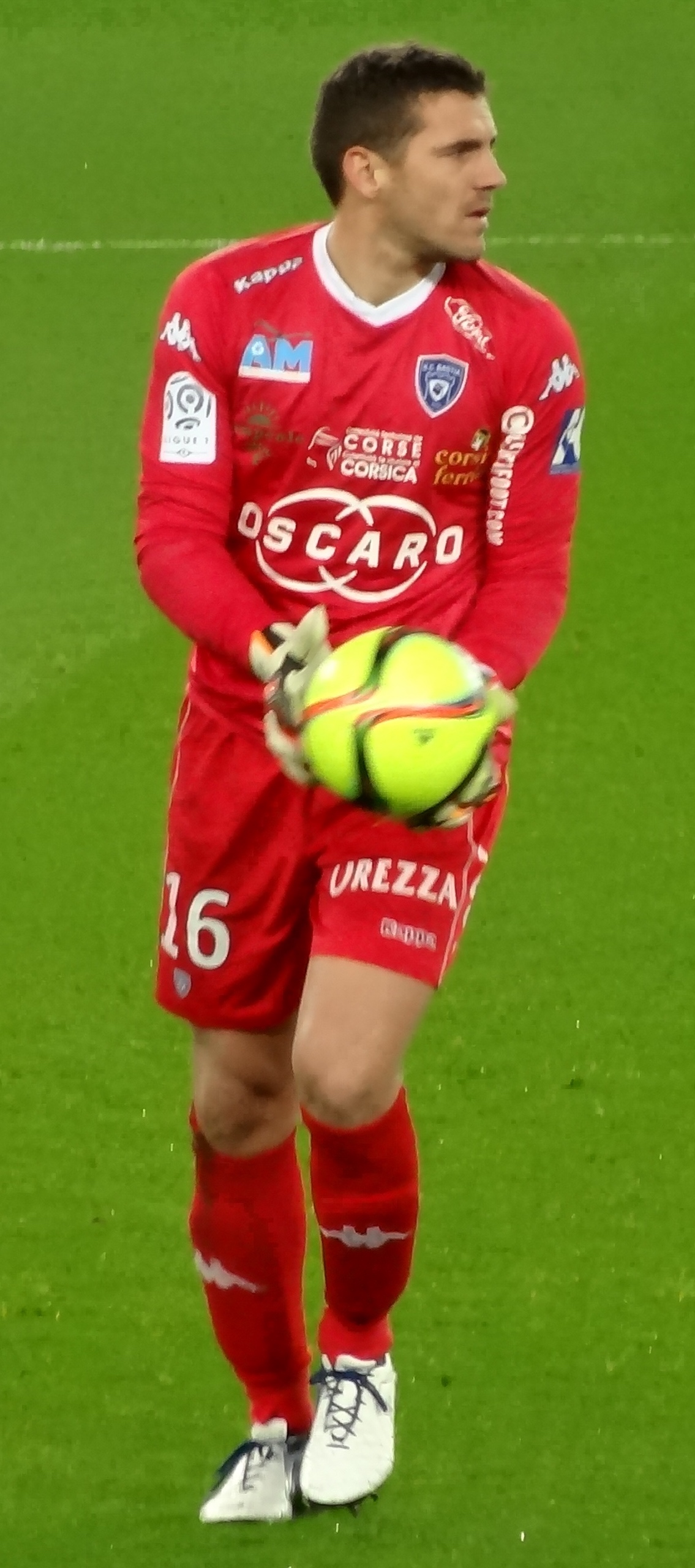
Jean-Louis Leca avec le SC Bastia en 2015.

Le 19 juillet 2013, le Sporting Club bastiais et le Valenciennes FC trouvent un accord de principe pour échanger leurs gardiens de but. Macedo Magno Novaes part à Valenciennes alors que Jean-Louis Leca retrouve les couleurs de l'équipe bastiaise.
Lors du match Nice-Bastia du 18 octobre 2014, alors que par un arrêté, le préfet des Alpes-Maritimes avait interdit la venue des supporteurs bastiais mais également le port et la détention de tout vêtement ou signe distinctif corse ou à l'effigie d'un club corse (arrêté qui sera ensuite annulé par le tribunal administratif), il brandit le drapeau corse dans l'enceinte du stade niçois. S'ensuit, une bagarre générale et un envahissement de terrain de la part des supporteurs niçois.

#### RC Lens
Le RC Lens officialise la signature de Jean-Louis Leca le mercredi 6 juin 2018, en provenance d'Ajaccio. Recrue phare du mercato estival du Racing, il est de retour dans le Nord après avoir passé cinq ans à Valenciennes entre 2008 et 2013. Il arrive avec son expérience et devient le gardien numéro un du club artésien. Il joue son premier match avec Lens contre l'US Orléans le 27 juillet 2018 victoire 2-0. Tout le long de la saison, le gardien corse va montrer que sa réputation de meilleur de gardien de Ligue 2. Souvent décisif lorsqu’il le faut, Jean-Louis Leca bénéficie également d’une défense quasiment imperméable malgré les multiples changements à la suite de blessures. Ainsi, le gardien de but Sang et Or dispute 19 matches sans encaisser de but en championnat. Une performance exceptionnelle dépassée uniquement par Vincent Demarconnay avec le Paris FC (23), en état de grâce cette saison. Toutefois, le bilan du joueur lensois est entaché à la suite de son expulsion lors du match de play-off face à Troyes, il écopera de trois matches de suspension devant la commission de discipline. Suspendu lors du barrage Ligue 1-Ligue 2 face à Dijon, Jean-Louis Leca est remplacé par Jérémy Vachoux.
Le 21 avril 2021, il fête sa 100e apparition sous le maillot lensois lors d'un match de Ligue 1 face au Stade brestois 29. Le match se soldera par un match nul 1-1 entre les deux équipes.
En milieu de saison 2021-2022, une rotation est mise en place par l'encadrement technique lensois entre Leca et Wuilker Faríñez. Chacun joue deux matchs d'affilée puis laisse sa place à son collègue. En mai 2022, à la suite d'une altercation avec l'entraîneur des gardiens lensois Thierry Malaspina, Leca aurait frappé sous le coup de l'énervement dans une porte, ce qui lui cause une fracture à un doigt et le contraint à renoncer à disputer le dernier match de la saison face à l'AS Monaco.
Lors de la saison 2022-2023 avec l'arrivée de Brice Samba, il est relégué au poste de numéro 2 et disputera essentiellement les rencontres de Coupe de France. Le 9 février 2023, il s'illustre notamment en réalisant l'arrêt décisif lors de la séance de tirs au but face au FC Lorient permettant aux siens de se qualifier pour les quarts de finales.
Initialement en fin de contrat avec Lens en juin 2023, Leca s'engage en décembre 2022 jusqu'en juin 2024, avec la possibilité d'une reconversion dans le club par la suite. En décembre 2023, il prolonge a nouveau son contrat jusqu'en juin 2025.
Le 17 mai 2024, à l'issue de la saison 2023-2024, il annonce mettre un terme à sa carrière de joueur.
Le 19 mai 2024, Jean Louis Leca signe sa fin de carrière en jouant son dernier match au Stade Bollaert-Delelis contre Montpellier HSC.

### En sélection
Il honore sa première sélection avec l'équipe de Corse le 6 juin 2009 pour une rencontre face au Congo (1-1). Il entre en jeu à la 76e minute, remplaçant Nicolas Penneteau.

### Après-carrière
Dans un communiqué publié par le RC Lens le 3 juin 2024, il est nommé coordinateur sportif du club artésien puis directeur sportif le 22 mai 2025.
En octobre 2024, Jean-Louis Leca ouvre un centre sportif de padel à Duisans, près d'Arras ,.

## Statistiques
| Saison                | Club                  | Championnat           | Championnat | Championnat | Coupe nationale | Coupe nationale | Coupe de la Ligue | Coupe de la Ligue | Barrages | Barrages | Total | Total |
| Saison                | Club                  | Division              | M.          | B.          | M.              | B.              | M.                | B.                | M.       | B.       | M.    | B.    |
| 2004-2005             | SC Bastia             | Ligue 1               | 2           | 0           | -               | -               | -                 | -                 | -        | -        | 2     | 0     |
| 2005-2006             | SC Bastia             | Ligue 2               | 3           | 0           | -               | -               | -                 | -                 | -        | -        | 3     | 0     |
| 2006-2007             | SC Bastia             | Ligue 2               | 15          | 0           | 2               | 0               | 1                 | 0                 | -        | -        | 18    | 0     |
| 2007-2008             | SC Bastia             | Ligue 2               | 14          | 0           | 3               | 0               | -                 | -                 | -        | -        | 17    | 0     |
| Sous-total            | Sous-total            | Sous-total            | 34          | 0           | 5               | 0               | 1                 | 0                 | -        | -        | 40    | 0     |
| 2008-2009             | Valenciennes FC       | Ligue 1               | -           | -           | -               | -               | -                 | -                 | -        | -        | 0     | 0     |
| 2009-2010             | Valenciennes FC       | Ligue 1               | 1           | 0           | 1               | 0               | 1                 | 0                 | -        | -        | 3     | 0     |
| 2010-2011             | Valenciennes FC       | Ligue 1               | -           | -           | -               | -               | -                 | -                 | -        | -        | 0     | 0     |
| 2011-2012             | Valenciennes FC       | Ligue 1               | -           | -           | -               | -               | -                 | -                 | -        | -        | 0     | 0     |
| 2012-2013             | Valenciennes FC       | Ligue 1               | -           | -           | -               | -               | 1                 | 0                 | -        | -        | 1     | 0     |
| Sous-total            | Sous-total            | Sous-total            | 1           | 0           | 1               | 0               | 2                 | 0                 | -        | -        | 4     | 0     |
| 2013-2014             | SC Bastia             | Ligue 1               | 9           | 0           | 1               | 0               | 1                 | 0                 | -        | -        | 11    | 0     |
| 2014-2015             | SC Bastia             | Ligue 1               | 3           | 0           | -               | -               | 2                 | 0                 | -        | -        | 5     | 0     |
| 2015-2016             | SC Bastia             | Ligue 1               | 34          | 0           | 1               | 0               | -                 | -                 | -        | -        | 35    | 0     |
| 2016-2017             | SC Bastia             | Ligue 1               | 33          | 0           | -               | -               | 1                 | 0                 | -        | -        | 34    | 0     |
| Sous-total            | Sous-total            | Sous-total            | 79          | 0           | 2               | 0               | 4                 | 0                 | -        | -        | 85    | 0     |
| 2017-2018             | AC Ajaccio            | Ligue 2               | 32          | 0           | -               | -               | -                 | -                 | 2        | 0        | 34    | 0     |
| Sous-total            | Sous-total            | Sous-total            | 32          | 0           | -               | -               | -                 | -                 | 2        | 0        | 34    | 0     |
| 2018-2019             | RC Lens               | Ligue 2               | 36          | 0           | 1               | 0               | 1                 | 0                 | 2        | 0        | 40    | 0     |
| 2019-2020             | RC Lens               | Ligue 2               | 27          | 0           | -               | -               | -                 | -                 | -        | -        | 27    | 0     |
| 2020-2021             | RC Lens               | Ligue 1               | 37          | 0           | -               | -               | -                 | -                 | -        | -        | 37    | 0     |
| 2021-2022             | RC Lens               | Ligue 1               | 27          | 0           | 1               | 0               | -                 | -                 | -        | -        | 28    | 0     |
| 2022-2023             | RC Lens               | Ligue 1               | 1           | 0           | 4               | 0               | -                 | -                 | -        | -        | 5     | 0     |
| 2023-2024             | RC Lens               | Ligue 1               | 1           | 0           | -               | -               | -                 | -                 | -        | -        | 1     | 0     |
| Sous-total            | Sous-total            | Sous-total            | 129         | 0           | 6               | 0               | 1                 | 0                 | 2        | 0        | 138   | 0     |
| Total sur la carrière | Total sur la carrière | Total sur la carrière | 275         | 0           | 14              | 0               | 8                 | 0                 | 4        | 0        | 301   | 0     |

## Palmarès

### En club
Sous les couleurs de son club formateur du SC Bastia, Jean-Louis Leca est finaliste de la Coupe de la Ligue en 2015.
Avec le RC Lens, il est vice-champion de France en 2023, quelques années après avoir été vice-champion de Ligue 2.

### En sélection
Pendant sa carrière, il joue avec la sélection Corse et remporte la Corsica football Cup en 2010.
| SC Bastia                                  | RC Lens                                                                 | Équipe de Corse (1)                               |
| ------------------------------------------ | ----------------------------------------------------------------------- | ------------------------------------------------- |
| - Coupe de la Ligue : - Finaliste en 2015. | - Ligue 2 : - Vice-Champion en 2020. - Ligue 1 - Vice-Champion en 2023. | - Corsica Football Cup (1) : - Vainqueur en 2010. |

### Distinctions individuelles
- Élu joueur du mois du RC Lens en octobre 2019.
- Élu joueur du mois du RC Lens en novembre 2019.
- Élu joueur du mois du RC Lens en février 2020.